# フレッド・カリー
"フライング" フレッド・カリー（"Flying" Fred Curry、本名：Fred Thomas Koury, Jr. 、1943年6月12日 - ）は、アメリカ合衆国のプロレスラー。コネチカット州ハートフォード出身。
"ワイルド" ブル・カリーの実子だが、野獣系の悪相ヒールだった父親とは対照的に、正統派の二枚目ベビーフェイスとして活動。連発式ドロップキックなど "フライング" の異名通りの鮮やかな空中戦を得意とし、女性ファンの人気を集めた。
息子のフレッド・カリー・ジュニア（"ザ・ロケット" フレッド・カリー）もプロレスラーとしてデビューしている。

## 来歴
学生時代はアメリカンフットボールで活躍し、コネチカット大学ではチームのキャプテンを務めた。1960年代中盤にプロレス入りし、ダラスやフォートワースなどテキサスの東部地区にて、当時ベビーフェイスに転向していたブル・カリーとの親子タッグで活動。1964年7月20日にはクルトとカールのフォン・ストロハイム兄弟を破り、テキサス版のNWAインターナショナル・タッグ王座を獲得した。
1960年代後半からブルとのタッグを解消し、各地を転戦。長年の主戦場となる五大湖地区では、1967年4月29日にビリー・レッド・ライオンと組んでボルコフ・ブラザーズ（ニコライ&ボリス・ボルコフ）から、10月14日にはダン・ミラーと組んでアル・コステロ&レイ・セント・クレアーから、デトロイト版のNWA世界タッグ王座をそれぞれ奪取している。1968年1月末にはTBS体制下の国際プロレスに来日、2月15日の滋賀県大津市大会にて、ダニー・ホッジのTWWA世界ヘビー級王座に挑戦した。
古巣のテキサスでは1969年3月、ジョニー・バレンタインに負傷させられたダン・ミラーの後任として、フリッツ・フォン・エリックのパートナーに指名されNWAアメリカン・タッグ王者となっている。シングルでも1972年8月2日、ハワイでジン・キニスキーを破りNWAハワイ・ヘビー級王座を獲得、10月28日にザ・シークに敗れるまでタイトルを保持した。同年はWWWFにも参戦しており、10月9日にワシントンD.C.にてジャック・ブリスコと組み、プロフェッサー・タナカ&ミスター・フジのWWWF世界タッグ王座に挑戦している。同年はブリスコと共に業界誌プロレスリング・イラストレーテッドの年間最高人気選手（Most Popular Wrestler of the Year）に選出されるなど、ベビーフェイスのスターとなって活躍した。
1970年代中盤も五大湖エリアを主戦場に、NWFでは1973年6月30日、ルイス・マルティネスと組んでNWF世界タッグ王座を獲得。NWAのデトロイト地区ではトニー・マリノをパートナーに、キラー・ブルックス&ベン・ジャスティス、クルト・フォン・ヘス&カール・フォン・ショッツなどのチームとNWA世界タッグ王座を争った。同王座は1974年11月にボボ・ブラジルとのコンビでも獲得しており、1975年にもブラジルの弟ハンク・ジェームスと組んでジ・アイランダーズから奪取するなど、通算9回にわたって戴冠した。
1979年に再びWWWFへ登場し、ニューヨークのマディソン・スクエア・ガーデンでは3月26日の定期戦でビクター・リベラに勝利。アンドレ・ザ・ジャイアントやイワン・プトスキーともタッグを組み、ジミー、ジョニー、ジェリーのバリアント・ブラザーズやバロン・シクルナなどと対戦した。
1980年6月28日、デトロイトのコボ・アリーナで行われたタッグチーム・トーナメントにドリー・ファンク・ジュニアと組んで出場。1回戦でレイ・キャンディ&ボブ・ホワイトを下し2回戦まで進むも、海外遠征中だったジャイアント馬場&ジャンボ鶴田に敗退。この試合は『全日本プロレス中継』でも放送されたが、全日本プロレスへの来日は実現しなかった。
その後セミリタイアし、オハイオなど五大湖地区の試合に時折出場していた。引退後は地元のコネチカットにて実業家に転身している。

## 得意技
ドロップキック
「フライング・フレッド」のニックネームの由来となった技。20連発で放ったこともあった。

## 獲得タイトル
NWAビッグタイム・レスリング
- NWAテキサス・ジュニアヘビー級王座：1回[2]
- NWAインターナショナル・タッグ王座（テキサス版）：1回（w / ブル・カリー）[2]
- NWAアメリカン・タッグ王座：1回（w / フリッツ・フォン・エリック）[9]

NWAデトロイト
- NWA世界タッグ王座（デトロイト版）：9回（w / ビリー・レッド・ライオン、ダン・ミラー、トニー・マリノ×4、ルイス・マルティネス、ボボ・ブラジル、ハンク・ジェームス）[7]

NWAミッドパシフィック・プロモーションズ
- NWAハワイ・ヘビー級王座：1回[10]

ナショナル・レスリング・フェデレーション
- NWF世界タッグ王座：1回（w / ルイス・マルティネス）[13]